# Bảo tàng Đại học Sejong

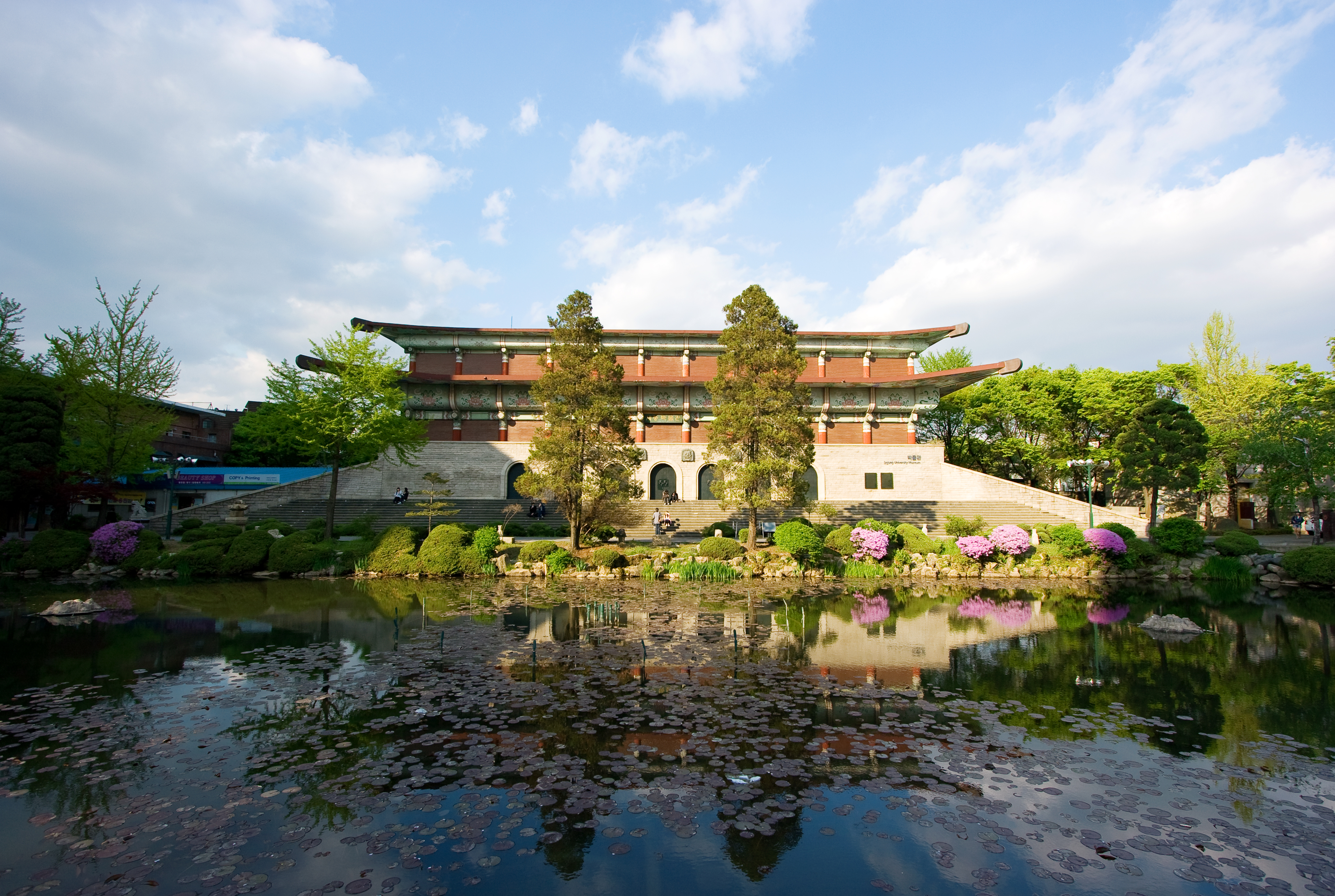
Mặt trước bảo tàng.

Bảo tàng Đại học Sejong là một bộ phận trong hệ thống của Đại học Sejong, được khai trương vào ngày 5 tháng 5 năm 1973, với một tòa nhà bốn tầng theo phong cách tháp Bách Tế. Vào ngày 20 tháng 5 năm 1977, bảo tàng được mở rộng và trở thành bảo tàng 5 tầng hiện tại. 'Bảo tàng Đại học Sejong' là 'Phòng triển lãm Nghệ thuật Thủ đô' được xây dựng từ năm 1959.
Năm 1973, hoàn thành xây dựng tòa nhà độc lập và "Bảo tàng Đại học Sejong" hiện tại đã được thành lập. Khi đổi tên thành Đại học Sejong năm 1979, tên của bảo tàng đã được đổi thành "Bảo tàng Đại học Sejong" và nó cung cấp cơ sở thực tế sống động cho các học giả trong và ngoài nước cũng như sinh viên nghiên cứu về văn hóa, nghệ thuật, văn hóa dân gian và khảo cổ học Hàn Quốc. Giờ mở cửa là từ 10:00 sáng đến 3:00 chiều vào các ngày trong tuần, và đóng cửa vào cuối tuần và ngày lễ. Tòa nhà Bảo tàng Đại học Sejong được Chính quyền Thủ đô Seoul chọn là "Kiến trúc đẹp".
Bảo tàng Đại học Sejong lưu giữ chủ yếu là đồ gốm và những ngôi nhà có tổng cộng 5.000 hiện vật, ngoài ra còn có trang phục triều đình,... Trên tầng hai, có một phòng văn hóa dân gian tái tạo lịch sử và những ngôi nhà truyền thống. Trên tầng ba, có trang phục triều đình, long bào, đồng phục quân đội và các trang phục khác. Trên tầng bốn trưng bày 14 tài sản văn hóa dân gian quan trọng bao gồm Koryongpo (Tài sản văn hóa dân gian quan trọng số 58).